# Isla Grahams
La Isla Grahams (en inglés: Grahams Island) es una isla en el Devil's Lake o lago del Diablo, un lago a las afueras de la ciudad de Devil's Lake, en el estado de Dakota del Norte, que cubre aproximadamente 9 millas cuadradas (23 kilómetros cuadrados) en el norte de Estados Unidos.
La gente vive en la isla durante todo el año, aunque la población aumenta durante los meses más cálidos. La isla cuenta con una escuela. Las partes norte y central de la isla son fincas, con un denso bosque en el sur y suroeste.
El Parque estatal de la Isla Grahams (Grahams Island State Park, parte del Parque Estatal de Devil's Lake) se encuentra en el sureste. El parque, que cubre 1.122 acres ( 4,54 kilómetros cuadrados), es una zona de recreo para el canotaje, la pesca y el camping.
La mayor parte de la isla se encuentra en el territorio no organizado de Lallie del Norte, en el condado de Benson, mientras que su parte más oriental se encuentra en Poplar Grove Township, en el condado de Ramsey.